# Pessopteris vittaria
Pessopteris vittaria là một loài thực vật có mạch trong họ Polypodiaceae. Loài này được (Mett.) Pic. Serm. miêu tả khoa học đầu tiên năm 1977.